# Santuario de Afrodita y Eros
El Santuario de Afrodita y Eros fue un santuario dedicado a Afrodita y Eros durante la antigüedad, situado en la  Acrópolis , en la ladera norte de la colina en Atenas, Grecia.
El santuario estaba ubicado a medio camino de la ladera norte de la Acrópolis, directamente debajo de la esquina noreste del Erecteo. Estaba al aire libre y consistía en el muro de la colina y la plataforma frente a él. El camino Peripatos que rodeaba la colina conducía al santuario. Es posible que el santuario fuera utilizado no solo para los festivales de Afrodita y Eros, sino también para las Arreforias. Según una interpretación, las arréforas habrían descendido de la colina al santuario a lo largo de un pasaje secreto, llevando objetos místicos y llevando algo más de regreso. Sin embargo, es posible que fuera otro santuario de Afrodita.
El lugar fue identificado por el arqueólogo estadounidense Oscar Broneer en 1931. Ha sido identificado como un santuario dedicado a Afrodita basándose en los descubrimientos realizados allí. Entre ellos se incluyen, entre otros, dos inscripciones, uno de los cuales menciona una fiesta dedicada a Afrodita y el otro a Eros; partes de esculturas; las hornacinas talladas en la pared de la colina para esculturas, de las cuales hay más de 20; así como numerosas ofrendas votivas, como cerámica y figurillas, incluidos pequeñas placas que representan genitales.